# 마이클 대나허
마이클 대나허(영어: Michael Danagher, 생년월일 불명 ~~)는 캐나다의 외교관으로, 2018년 10월부터 주한캐나다 대사직을 역임하고 있다. 오타와 대학교에서 학사 학위를, 맥길대학교에서 MBA를 취득한 뒤 1987년부터 캐나다의 외교관으로 일하고 있다. 2020년 조선일보와의 인터뷰에서, "70년이 지나도 북한의 위협 여전하고, 앞으로도 남북관계는 험난하니 안전벨트 매라"고 조언한 바 있다.